# Lorena Morales Porro
Lorena Morales Porro (Madrid, 1982) es una política española actualmente en la formación política PSOE desde 2004. Fue concejala del Ayuntamiento de Pinto entre 2011 y 2019 y asesora de la vicepresidenta y ministra Carmen Calvo, actualmente es diputada en la Asamblea de Madrid, portavoz en la Comisión de Mujer y Secretaria de Igualdad del PSOE-M. Desde su creación en julio de 2025 preside el Consejo Feminista del PSOE-M.

## Biografía
Nacida en Madrid el 14 de diciembre de 1982, Lorena Morales es licenciada en derecho, habiendo trabajado en el ámbito de la cooperación internacional, durante varios años trabajó en ONGs hasta que en 2011 fundó la Asociación Familias de Colores. Comenzó su andadura política en 2006 tras afiliarse al PSOE con 22 años en 2004; ejerció como secretaria de movimientos sociales del PSOE pinteño y posteriormente como secretaria de igualdad. En 2006 le fue otorgado la medalla al mérito por el Ministerio de Defensa.
En las elecciones municipales de 2011, Morales fue en la lista del PSOE al Ayuntamiento de Pinto como número 4, resultando elegida tras los comicios, consiguiendo un puesto como edil, en las elecciones municipales de 2015 fue la número 2 en la lista al ayuntamiento pinteño, con lo que resultó elegida de nuevo al conseguir el partido, 5 escaños.
Tras la celebración del XIII congreso regional madrileño del PSOE, en 2017, Morales Porro resultó elegida secretaria del área de igualdad del PSOE-M. Tras ello, en 2018 fue elegida como asesora de la vicepresidenta y ministra, Carmen Calvo. Con la convocatoria de las elecciones autonómicas a la Asamblea de Madrid en 2019, Lorena Morales fue añadida como número 12 de la lista por el PSOE a la asamblea, de la mano de Ángel Gabilondo, resultando elegida y ocupando su escaño, formando parte de la Comisión de Mujer en la Asamblea como portavoz del grupo socialista. Tras la convocatoria de elecciones por parte de Isabel Díaz Ayuso a la Comunidad de Madrid en 2021, Lorena Morales se incorporó como número 11 a la lista a la asamblea del Partido Socialista.
Tras el descalabro electoral del PSOE-M en las elecciones autonómicas, Lorena Morales consiguió revalidar su escaño, pero tras la dimisión por presiones de José Manuel Franco y la renuncia al escaño por parte de Ángel Gabilondo, el PSOE decidió nombrar a una gestora que dirija el PSOE madrileño hasta el congreso de diciembre de 2021; Lorena fue nombrada parte de esa gestora, dirigida por la diputada en el congreso, Isaura Leal.

### Presidenta del Consejo del Feminismo del PSOE-M
Morales ha sido nombrada presidenta del Consejo del Feminismo del PSOE-M constituido en julio de 2025. Se trata de un órgano interno de asesoramiento para impulsar el debate y las políticas de igualdad de oportunidades y la defensa de los derechos de las mujeres, compuesto por mujeres y hombres de diferentes generaciones. También tiene por objetivo elaborar el Plan de igualdad del PSOE-M
El Consejo del Feminismo tiene dos vicepresidencias: María Sainz, diputada en el Congreso, y el diputado y Secretario de Estado de Relaciones con las Cortes y Asuntos Constitucionales, Rafael Simancas. Participarán en el mismo también la socióloga Soledad Murillo, Rafael Simancas y Rosa San Segundo, experta en igualdad y violencia de género y Directora del Instituto Universitario de Estudios de Género de la Universidad Complutense de Madrid.  También lo componen la secretaria de Organización del PSOE-M, Pilar Sánchez Acera; el presidente de Espacio Mujer Madrid, Juan de Dios Morán; la presidenta del PSOE-M, Paca Sauquillo; la secretaria de Políticas Migratorias y Refugiados del PSOE-M, Rosario Aguilar; la secretaria de Igualdad de Juventudes Socialistas de Madrid, Ana Serrano; y la diputada en el Congreso Isaura Leal.